# Madelen Janogy
Madelen Fatimma Maria Janogy (Falköping, 12 novembre 1995) è una calciatrice svedese, attaccante della Fiorentina e della nazionale svedese.

## Carriera

### Club
Janogy inizia la carriera nelle giovanili del Falköping, venendo aggregata alla squadra titolare, iscritta alla Söderettan, dal 2010 e debuttando nel corso della stagione. Rimasta con la società le seguenti quattro stagioni, tra il 2011 e il 2014 disputa 74 partite segnando 64 reti.
Nel luglio 2014 Janogy si trasferisce al Mallbackens IF Sunne giocando per la prima volta in Elitettan, secondo livello del campionato svedese femminile di calcio, contribuendo con 6 reti siglate su 12 incontri di campionato a guadagnare la promozione in Damallsvenskan per il campionato entrante. Nel novembre 2014 ha prolungato il contratto di un anno rinnovandolo per un ulteriore anno nel novembre 2014. Con la società dell'omonimo piccolo centro della contea di Värmland Janogy raggiunge il decimo posto in campionato, l'ultimo per ottenere la salvezza, mentre nel successivo la squadra perde ulteriormente competitività chiudendo al dodicesimo e ultimo posto, con conseguente retrocessione.
Nel dicembre 2016 Janogy decide di sottoscrivere un contratto annuale con il Piteå IF, rinnovandolo con la società nel novembre 2017 per un'ulteriore stagione oltre a un'opzione per un altro anno. Già nel campionato 2017 Janogy chiude la stagione con 7 reti su 22 presenze, migliore realizzatrice della squadra, con il Piteå IF che chiude al quarto posto, mentre nel campionato 2018 con 4 marcature è solo quarta nella classifica marcatrici della squadra, a pari merito con la norvegese Andrea Norheim e dietro alle connazionali Julia Karlenäs (11), Nina Jakobsson (7) e Cecilia Edlund (6). Quello è anche la stagione che vede il Piteå IF conquistare il suo primo titolo di campione di Svezia.
Il 3 gennaio 2024 Janogy passa a titolo definitivo alla Fiorentina, in Serie A, con cui firma un contratto valido fino al 30 giugno 2026. Il 21 gennaio seguente segna i suoi due primi gol in maglia viola, contribuendo alla vittoria per 3-1 in campionato sul Pomigliano.
Il 7 settembre 2024 segna il gol della vittoria per 1-0 in casa dell'Ajax, valido per il primo turno dei preliminari di Champions League.

## Palmarès

### Club
- Campionato svedese: 2

Pitea: 2018
Hammarby: 2023
- Campionato svedese di seconda divisione: 1

Mallbacken: 2014

### Nazionale
- Argento olimpico: 1

Tokyo 2020